# بوكيمون فاير ريد وليف غرين
بوكيمون ريد فاير وليف غرين (باليابانية: ポケットモンスターファイアレッド・リーフグリーン) (نطق ياباني:Poketto Monsutā Faiareddo & Rīfugurīn) (بالإنجليزية: Pokémon FireRed and LeafGreen)‏، هي لعبة فيديو تقمص الأدوار من تطوير ستوديو غيم فريك ومن نشر ذا بوكيمون كومباني اليابانية (للنسخة اليابانية) ، ومن نشر نينتندو (للنسخة الأمريكية وبقية النسخ)، وهي استحداث لعبة بوكيمون ريد وبلو التي صدرت عام 1996 على جهاز غيم بوي، صدرت هذه النسخة سنة 2004 على منصة غيم بوي أدفانس.

## روابط الخارجية
- الموقع الرسمي
 لبوكيمون فاير ريد وليف غرين على موقع pokemon (انجليزية).
- الموقع الرسمي
 لبوكيمون فاير ريد وليف غرين على موقع pokemon (يابانية)
- الموقع الرسمي
 لبوكيمون فاير ريد وليف غرين على موقع نينتندو (يابانية)